# Геника, Юрий Евгеньевич
Ю́рий Евге́ньевич Геника (4 мая 1893 — 3 сентября 1965) — советский кинорежиссёр, проректор ВГИКа.

## Биография
Работал на студии «Совкино», специализировался на фильмах научной тематики. Снялся в эпизодической роли в фильме «В тылу у белых» (1925).
С 1934 года преподавал во ВГИКе, был учителем Али Хамраева, Искры Бабич, Павла Любимова, Валентина Козачкова, Марка Толмачёва, Натальи Величко.
В 1947—1949 и 1952—1957 годах — проректор ВГИКа.
Похоронен на Армянском кладбище Москвы.

## Семья
- дочь — Людмила Юрьевна Геника (1923—2019) , актриса (выйдя замуж за Бориса Чиркова, взяла двойную фамилию).

## Фильмография
- 1928 — Алкоголь[4]
- 1933 — Город под ударом (совместно с М. Степановым; также соавтор сценария)